# Tour de Kumano
Il Tour de Kumano (it. Giro di Kumano) è una corsa a tappe maschile di ciclismo su strada che si svolge a Kumano, in Giappone, ogni anno in maggio. È inserita nel calendario dell'UCI Asia Tour come prova di classe 2.2.

## Albo d'oro
Aggiornato all'edizione 2025.
| Anno      | Vincitore            | Secondo              | Terzo                 |
| --------- | -------------------- | -------------------- | --------------------- |
| 2008      | Miyataka Shimizu     | Satoshi Hirose       | Yukiya Arashiro       |
| 2009      | Valentin Iglinskij   | Shinri Suzuki        | Dmitrij Fofonov       |
| 2010      | Andrej Mizurov       | Takashi Miyazawa     | Shinichi Fukushima    |
| 2011      | Fortunato Baliani    | Miguel Ángel Rubiano | Taiji Nishitani       |
| 2012      | Fortunato Baliani    | Julián Arredondo     | Thomas Lebas          |
| 2013      | Julián Arredondo     | Fortunato Baliani    | Nathan Earle          |
| 2014      | Francisco Mancebo    | José Vicente Toribio | Cameron Bayly         |
| 2015      | Benjamín Prades      | Il'ja Gorodničev     | Damien Monier         |
| 2016      | Óscar Pujol          | Benjamín Prades      | Thomas Lebas          |
| 2017      | José Vicente Toribio | Óscar Pujol          | Marcos García         |
| 2018      | Marc de Maar         | Benjamin Dyball      | Benjamín Prades       |
| 2019      | Orluis Aular         | Atsushi Oka          | Youcef Reguigui       |
| 2020-2021 | Non disputato        | Non disputato        | Non disputato         |
| 2022      | Nathan Earle         | Shoi Matsuda         | Marino Kobayashi      |
| 2023      | Atsushi Oka          | Masaki Yamamoto      | Jambaljamts Sainbayar |
| 2024      | Atsushi Oka          | Merhawi Kudus        | Masaki Yamamoto       |
| 2025      | Mark Stewart         | Mathias Bregnhøj     | Atsushi Oka           |